# A. Túri Zsuzsa
A. Túri Zsuzsa (Budapest, 1971. július 30. –) költő, író, műfordító, tanár, az AB-Art Kiadó szerkesztője, a Magyar PEN Club tagja.

## Pályafutása
A Szerb Antal Gimnáziumban érettségizett. Régóta Genfben él. Gyerekkora óta ír. Eredeti szakmája francia szakos tanár. Számos netes és nyomtatásban megjelenő folyóirat publikálja verseit, prózáit, van ahol állandó szerzőként van jelen.
A Verselő Antológiában jelentek meg először költeményei.
Az Art’húr Irodalmi Kávéház szerkesztője volt 2016 és 2020 között. Art’húr-díjban részesült 2017-ben. 2016 óta szerkeszti A hetedik irodalmi folyóiratot Archiválva 2021. június 21-i dátummal a Wayback Machine-ben, és ahol versei Archiválva 2021. június 24-i dátummal a Wayback Machine-ben is megjelennek.
Költeményei olvashatók az Agriában Archiválva 2021. július 9-i dátummal a Wayback Machine-ben, a Háromszékben,  A magyar múzsa kulturális folyóiratban, az  
issuu.com oldalon, a Comitatus folyóiratban, a Kaláka irodalmi folyóiratban, az Agriában Archiválva 2021. június 24-i dátummal a Wayback Machine-ben, a Magyarul Bábelben, az Előretolt helyőrségben, a Holdkatlanban, a                
Háromszékben, az Agriában Archiválva 2021. június 24-i dátummal a Wayback Machine-ben, a lenolaj kulturális online műhely oldalán, Fehér Illiés vajdasági műfordító kötetében, a szabadmagyarszo Archiválva 2021. június 24-i dátummal a Wayback Machine-ben oldalán.
Kortárs magyar költők verseit, valamint saját költeményeit fordítja franciára.

## Kötetei

### Vers
- Szó-kincs 2011, 2012, 2013, 2017, 2018, 2019, versantológia, Aposztróf Kiadó, ISBN 9786155056116
- Befejezetlen szimfónia, Underground Kiadó, 2015. ISBN 9789631246650
- Élő költészet Antológia, Underground Kiadó, 2015. ISBN 9789631232615
- Boszorkánytükör, K.u.K., Budapest, 2016. ISBN 9786155361395
- Tűztündértánc, K.u.K., Budapest, 2017. ISBN 9786155361661 kötetéről[6] Baranyi Ferenc[7] és Nagy Zita[8] írt kedvező véleményt.
- Madárhangon, K.u.K., Budapest, 2021. ISBN 9786156188199 kötetéhez írt ajánlásában[9] Baranyi Ferenc „az én női hangom”nak nevezi a költőnőt.
- Fenyőcsúcsról csillagot, Ab Art Kiadó, 2022. ISBN 9786156033505
- Exit, Ab Art Kiadó, 2023. ISBN 9786156687012
- Fantomfájdalom, Ab Art Kiadó, 2024. ISBN 9786156687579

### Regény
- Sivatagi szél, K.u.K., 2019, Budapest, ISBN 9786155361913 [10][11]

## Díjak
- A Magyar Irodalomtörténeti Társaság Csongrád Megyei Szépírói Tagozata és a „FALUDY GYÖRGY Irodalmi Műhely” (ALFÖLD Művészeti Egyesület – Raszter Könyvkiadó) Szárnypróbálgatók 2022[12] pályázatán líra kategóriában 1. díj
- A XXXII. Salvatore Quasimodo Költőversenyen elismerő oklevélben részesült az Ima lányomért, lányomhoz  költeményéért.[13]